# Ruth Guimarães
Ruth Guimarães Botelho (Cachoeira Paulista, 13 de junho de 1920 - Cachoeira Paulista, 21 de maio de 2014) foi uma poetisa, cronista, romancista, contista e tradutora brasileira.
Foi a primeira escritora brasileira negra que conseguiu projetar-se nacionalmente desde o lançamento do seu primeiro livro, o romance Água Funda, em 1946.
Passou parte da infância (dos 4 aos 9 anos) em uma fazenda que seu pai administrava no Sul de Minas Gerais. “Foi lá que, ainda criança – aos 5 anos já lia jornais –, recolheu histórias dos peões, caipiras, iletrados e toda gente simples que conheceu, mas de excepcional domínio da sabedoria popular, que marcaria sua obra”, nas palavras do jornalista e escritor Joaquim Maria Botelho, filho de Ruth Guimarães..
Com dez anos de idade, publicou os seus primeiros poemas nos jornais "A Região" e "A Notícia", de sua terra natal. Com 17 anos, após o falecimento da mãe, mudou-se sozinha para a cidade de São Paulo, onde alugou uma casa em Vila Formosa (bairro da Zona Leste) e levou os irmãos. Em São Paulo, cursou magistério na Escola Normal Caetano de Campos e ingressou no Instituto de Previdência e Assistência aos Servidores do Estado - IPASE como funcionária concursada.
Já com 19 anos consegue publicar "Caboclo", seu primeiro poema impresso em jornal da capital. Alguns anos depois, formou-se em Letras Clássicas, pela Faculdade de Filosofia, Ciências e Letras (FFCL) da USP, cujo acesso se deu pela publicação e projeção nacional decorrente do romance Água Funda. Também frequentou a Escola de Arte Dramática da USP, fundada por Alfredo Mesquita, onde estudou Dramaturgia e Crítica.
Ruth, levando suas histórias apreendidas da tradição oral de índios e negros, contadas pela avó, pelas famílias de peões e colonos com quem conviveu na infância em Minas Gerais, resolveu recontá-las. Procurou Mário de Andrade, que a orientou nas técnicas de pesquisa folclórica, entre 1942 e 1944, mas não viveu a tempo de ver a obra “Os Filhos do Medo”foi publicada em 1950. Com ampla pesquisa folclórica sobre o diabo e as manifestações demoníacas no imaginário do homem do Vale do Paraíba, a “publicação lhe valeu um verbete na Enciclópédie Française de la Pléiade, publicada pela Editora Gallimard, fazendo de Ruth Guimarães a única escritora latino-americana a receber esta distinção” .
Profissionalizou-se como jornalista e colaborou assiduamente na imprensa paulista e carioca, além da seção permanente que manteve durante vários anos na Revista do Globo, de Porto Alegre. Tinha uma coluna semanal de crônicas no jornal Valeparaibano, de São José dos Campos.
Escreveu para diversos periódicos como Correio Paulistano; A Gazeta; Diário de São Paulo; Folha da Manhã; Revista Lusitana; Globo. Publicou contos no suplemento literário de O Estado de S. Paulo além de crônicas semanais para a Folha de S.Paulo.
Casou-se com um primo de primeiro grau (Zizinho Botelho), parceiro de toda a vida, com quem teve nove filhos. Recebeu recomendação de médicos para que morassem em lugares quentes. Mudaram para Cachoeira Paulista, onde fez carreira como professora. Além da atividade docente e jornalística, fez trabalhos de tradução para a Editora Cultrix, principalmente a partir do francês, tendo sido considerada responsável pela popularização de Dostoiévski no Brasil. Também traduziu obras de Balzac, Alphonse Daudet, entre outros. Em 1963, traduziu direto do latim 'O Asno de Ouro, de Apuleio (único romance latino da Antiguidade a sobreviver até os dias de hoje). Foi professora de português por mais de 30 anos em escolas de São Paulo.
Suas obras têm como características a valorização da oralidade, da linguagem caipira e regional; o enaltecimento da cultura negra, elementos folclóricos e da cultura indígena, o realismo fantástico e a crítica social.
Em 1974, Ruth Guimarães fora sondada pelo amigo e membro da Academia Paulista de Letras, Fernando Góes, para uma possível candidatura à APL, porém recusou por falta de tempo. Depois de muitos anos, após indicação de Lygia Fagundes Telles, foi eleita no dia 5 de junho de 2008, aos 88 anos, para ocupar a cadeira número 22 da Academia Paulista de Letras..
Às vésperas de completar 89 anos, assumiu a pasta da Secretaria de Cultura de Cachoeira Paulista, sua cidade natal. Também participou de importantes entidades culturais, como o Centro de Pesquisas Folclóricas Mário de Andrade e a Sociedade Paulista de Escritores.